# Svätý Kríž
Svätý Kríž (hongrois : Liptószentkereszt) est un village de Slovaquie situé dans la région de Žilina.

## Histoire
La première mention écrite du village date de 1277.

## Démographie

### Évolution de la population
| Année:               | 1994. | 2004.    | 2014.    | 2024.    |
| -------------------- | ----- | -------- | -------- | -------- |
| Nombre de personnes: | 611   | 683      | 801      | 964      |
| Différence:          |       | +11,78 % | +17,27 % | +20,34 % |

| Année:               | 2023. | 2024.   |
| -------------------- | ----- | ------- |
| Nombre de personnes: | 938   | 964     |
| Différence:          |       | +2,77 % |